# بخش گونا
بخش گونا (به انگلیسی: Guna district) یک بخش در هند است که در مادیا پرادش واقع شده‌است.